# Bias di conferma
In psicologia, il bias di conferma o pregiudizio di conferma (in inglese confirmation bias o confirmatory bias) è quel bias cognitivo umano per il quale le persone tendono a muoversi entro un ambito delimitato dalle loro convinzioni acquisite, tentando di ricondurre a tale ambito qualsiasi situazione si trovino a sperimentare.
Le persone mostrano questo pregiudizio (bias di conferma) quando selezionano e danno credito solo alle informazioni che sostengono le loro opinioni, ignorando quelle contrarie o sostenendo che la prova contraria sia falsa, oppure quando interpretano le prove ambigue come se sostenessero le loro teorie esistenti. L'effetto è più forte per i risultati desiderati, per le questioni influenzate da emozioni e per le convinzioni profondamente radicate. Il bias di conferma non può essere eliminato ma solamente gestito; ad esempio, attraverso l'educazione e la formazione al pensiero critico.

## Storia
Nel corso della storia, decisioni di scarsa qualità dovute a questo bias sono state documentate in contesti militari, politici e organizzativi.
Una serie di esperimenti negli anni sessanta iniziati da Peter Cathcart Wason suggeriscono che le persone a partire dalla prima infanzia tendano a voler confermare le loro convinzioni acquisite. Studi successivi hanno reinterpretato questi risultati come una tendenza all'essere parziali nell'esaminare idee, concentrandosi su una possibilità e ignorando le alternative. In certe situazioni questa tendenza può pregiudicare le conclusioni.

## Descrizione
Il bias di conferma è un processo mentale che consiste nel ricercare, selezionare e interpretare informazioni in modo da porre maggiore attenzione, e quindi attribuire maggiore credibilità, a quelle che confermano le proprie convinzioni o ipotesi e, viceversa, ignorare o sminuire informazioni che le contraddicono. Il fenomeno è più marcato nel contesto di argomenti che suscitano forti emozioni o che vanno a toccare credenze profondamente radicate.
Spiegazioni per questo bias includono il pensiero illusorio e la limitata capacità umana di gestire le informazioni. Un'altra spiegazione è che le persone sottovalutano le conseguenze dello sbagliarsi invece di esaminare i fatti in maniera neutrale, scientifica. Il confirmation bias è il risultato di strategie automatiche involontarie, più che di inganno deliberato.

## Rimozione del bias
Diversi studi si sono cimentati nella ricerca di metodi di "rimozione del bias" dal pensiero umano, ma i pochi risultati si sono ottenuti solo in ambito sperimentale controllato.

## Tipologie
I bias di conferma sono fenomeni riguardanti l'elaborazione delle informazioni. Alcuni psicologi usano il termine "bias di conferma" per riferirsi a qualsiasi metodo usato dalle persone per evitare di disfarsi di una credenza, che si tratti della ricerca di prove a favore, della loro interpretazione di parte o del loro recupero selettivo da memoria. Altri restringono l'uso del termine a una ricerca selettiva di prove.

### Ricerca di informazioni

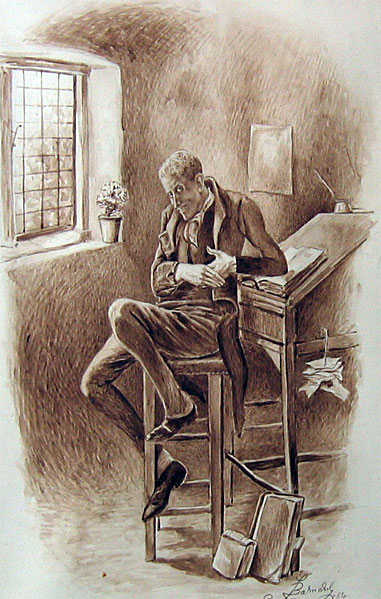
Il bias di conferma è stato descritto come uno yes man interiore che conferma le credenze della persona, come Uriah Heep, il personaggio di Charles Dickens

Gli esperimenti hanno ripetutamente confermato che le persone tendono a verificare a senso unico la validità delle ipotesi, cercando prove coerenti con le loro stesse ipotesi. Piuttosto che cercare tutte le prove rilevanti, tendono a costruire le domande in modo da ricevere risposte che sostengano le loro idee. Cercano i risultati che si aspetterebbero se le loro ipotesi fossero vere, piuttosto che quelli che si avrebbero se fossero false. Per esempio, qualcuno che deve trovare un numero attraverso domande a risposta sì/no e che sospetta si tratti del numero 3 potrebbe domandare "È un numero dispari?"
La gente preferisce questo tipo di domanda, chiamato "test positivo", anche quando un test negativo come "È un numero pari?" avrebbe la stessa resa informativa. Tuttavia, questo non significa che le persone ricerchino test che garantiscano una risposta positiva.
Negli studi in cui i soggetti potevano scegliere sia questi pseudo-test sia altri veramente diagnostici, questi ultimi sono stati preferiti.
La preferenza per test positivi non è di per sé una distorsione dato che i test positivi possono dare molte informazioni.
Tuttavia, in combinazione con altri effetti, questa strategia può confermare credenze o assunzioni indipendentemente dal fatto che siano vere. Nelle situazioni del mondo reale, le prove sono complesse e mescolate. Per esempio, varie opinioni contraddittorie su qualcuno possono essere sostenute focalizzandosi su un certo aspetto del suo comportamento. Così una qualunque ricerca di prove a favore di una certa ipotesi avrà probabilmente successo.
Questo è ben rappresentato dal fatto che il modo di porre una domanda può significativamente cambiare la risposta che si ottiene. Per esempio, i soggetti a cui è stato domandato “Sei felice della tua vita sociale?” hanno riferito una soddisfazione maggiore di quelli a cui è stato chiesto “Sei “in”felice della tua vita sociale?”
Anche un piccolo cambiamento nella formulazione di una domanda può modificare il modo in cui le persone cercano, tra le informazioni loro disponibili, e quindi le conclusioni a cui arrivano.
Questo è stato dimostrato usando un caso fittizio di custodia infantile.
I partecipanti hanno letto che il genitore A era moderatamente adatto (ad avere la custodia) da diversi punti di vista. Il genitore B aveva un mix di qualità particolarmente positive e negative: un'ottima relazione con il bambino ma un lavoro che l'avrebbe tenuto lontano per lunghi periodi di tempo.
Quando è stato chiesto "Quale genitore dovrebbe avere la custodia del bambino?" la maggioranza dei partecipanti ha scelto il genitore B, guardando principalmente alle qualità positive. Tuttavia, quando è stato chiesto "A quale genitore deve essere negata la custodia?" i partecipanti hanno guardato alle qualità negative e la maggioranza ha risposto che al genitore B deve essere negata la custodia, implicando che questa dovesse essere assegnata al genitore A.
Studi simili hanno dimostrato come la gente si impegna in una ricerca distorta delle informazioni ma anche che questo fenomeno può essere limitato da una preferenza per test veramente diagnostici.
In un esperimento iniziale, i partecipanti valutavano la personalità di un'altra persona nella sua dimensione introversa-estroversa sulla base di un’intervista le cui domande venivano scelte da una lista data.
Quando l'intervistato veniva presentato come introverso, i partecipanti sceglievano domande che presumevano introversione, tipo "Che cosa non ti piace delle feste rumorose?" mentre quando l'intervistato veniva presentato come estroverso, quasi tutte le domande presumevano estroversione tipo "Che cosa faresti per ravvivare una festa noiosa?"
Queste domande davano agli intervistati poche (o nessuna) possibilità di falsificare le ipotesi fatte su di loro.
Una successiva versione dell’esperimento dava, ai partecipanti, una lista di domande da scegliere meno presuntive, tipo "Rifuggi le interazioni sociali?". I partecipanti hanno preferito fare queste domande più diagnostiche mostrando una debole distorsione verso i test positivi. Questo schema, di una preferenza principale verso i test diagnostici e di una più debole verso i test positivi è stato replicato in altri studi.
I tratti della personalità influenzano e interagiscono con i processi distorti di ricerca. Le persone variano nella loro capacità di difendere le loro opinioni dagli attacchi esterni in relazione alla esposizione selettiva. La esposizione selettiva avviene quando gli individui cercano informazioni che sono coerenti, piuttosto che in contraddizione, con le loro credenze personali.
Un esperimento ha esaminato fino a che punto le persone rifiutano gli argomenti che contraddicono le loro credenze personali. Le persone con un alto livello di autostima vanno più facilmente in cerca di opinioni che contraddicono le loro posizioni in modo da formarsi un’opinione. Le persone con bassi livelli di fiducia in sé stessi non cercano informazioni contraddittorie ma preferiscono quelle che confermano le loro posizioni. La gente genera e valuta prove che sono distorte verso le loro credenze e opinioni. Maggiori livelli di fiducia in sé stessi abbassano la preferenza verso informazioni a sostegno delle proprie credenze.
In un altro esperimento è stato dato ai partecipanti il compito di scoprire delle complesse regole riguardanti il movimento di oggetti simulati al computer.
Gli oggetti sullo schermo del computer seguivano specifiche leggi che i partecipanti dovevano capire. Così i partecipanti potevano “sparare” agli oggetti per verificare le loro ipotesi. Malgrado molti tentativi, lungo una sessione di dieci ore, nessuno dei partecipanti riuscì a capire le regole del sistema. Tipicamente cercavano di confermare piuttosto che falsificare le loro ipotesi ed erano riluttanti a considerare delle alternative.
Persino dopo aver visto prove oggettive che contraddicevano le loro ipotesi di lavoro, spesso continuavano a fare gli stessi tentativi. A qualche partecipante è stato insegnato il modo corretto di verifica delle ipotesi ma queste istruzioni non hanno quasi avuto alcun effetto.

### Interpretazione di informazioni
I bias di conferma non si limitano alla acquisizione di informazioni. Anche se due individui hanno la stessa informazione, il modo in cui la interpretano può essere parziale. 
Un team dell'Università di Stanford ha condotto un esperimento coinvolgendo partecipanti che avevano opinioni forti sulla pena capitale, metà a favore e metà contro. Ogni partecipante ha letto le descrizioni di due studi: un confronto tra stati degli Stati Uniti con e senza la pena di morte, e un confronto dei tassi di omicidio in uno stato prima e dopo l'introduzione della pena di morte. Dopo aver letto una breve descrizione di ciascun studio, ai partecipanti è stato chiesto se le loro opinioni fossero cambiate. Successivamente, hanno letto un resoconto più dettagliato della procedura di ciascuno studio e dovevano valutare se la ricerca fosse ben condotta e convincente. In realtà, gli studi erano fittizi. A metà dei partecipanti è stato detto che un tipo di studio supportava l'effetto deterrente e l'altro lo smentiva, mentre per gli altri partecipanti le conclusioni erano invertite.
I partecipanti, sostenitori o oppositori, hanno riferito di aver leggermente modificato le loro opinioni nella direzione del primo studio che avevano letto. Una volta lette le descrizioni più dettagliate dei due studi, quasi tutti sono tornati alla loro convinzione originale indipendentemente dalle prove fornite, evidenziando i dettagli che supportavano il loro punto di vista e ignorando tutto ciò che era contrario. I partecipanti hanno descritto gli studi che supportavano la loro visione preesistente come superiori a quelli che la contraddicevano, in modo dettagliato e specifico. Scrivendo riguardo a uno studio che sembrava minare l'effetto deterrente, un sostenitore della pena di morte ha scritto: "La ricerca non ha coperto un periodo di tempo abbastanza lungo," mentre il commento di un oppositore sullo stesso studio ha detto: "Non è stata presentata alcuna prova forte per contraddire i ricercatori." I risultati hanno illustrato che le persone stabiliscono standard di evidenza più elevati per le ipotesi che vanno contro le loro aspettative attuali. Questo effetto, noto come "bias di disconferma", è stato supportato da altri esperimenti.
L'interpretazione di parte non è limitata a temi emotivamente significativi. In un altro esperimento, ai partecipanti è stata raccontata una storia su un furto. Dovevano valutare l'importanza delle prove di affermazioni a favore o contro la responsabilità di un determinato individuo. Quando ipotizzavano la colpevolezza di quella persona, valutavano le affermazioni a sostegno di tale ipotesi come più importanti rispetto alle affermazioni contrastanti.

### Ricordo di informazioni
Le persone possono ricordare selettivamente le prove per rafforzare le loro aspettative, anche se raccolgono e interpretano le prove in modo neutrale. Questo effetto è chiamato "richiamo selettivo", "memoria confermativa" o "memoria con accesso distorto". Le teorie psicologiche differiscono nelle loro previsioni riguardo al richiamo selettivo. La teoria dello schema prevede che le informazioni che corrispondono alle aspettative precedenti saranno memorizzate e richiamate più facilmente rispetto alle informazioni che non corrispondono. Alcuni approcci alternativi affermano che le informazioni inaspettate si distinguono e sono quindi memorabili. Le previsioni di entrambe queste teorie sono state confermate in diversi contesti sperimentali, senza che una teoria prevalga in modo assoluto.

## Fenomeni associati

### Persistenza di credenze screditate
(Lee Ross e Craig Anderson)
Il bias di conferma può essere usato per spiegare il motivo per cui alcune credenze persistono quando si rimuove la loro evidenza iniziale.
Questo effetto di persistenza delle convinzioni è stato dimostrato da una serie di esperimenti utilizzando quello che viene chiamato il debriefing paradigm: i partecipanti leggono prove false per una ipotesi e viene misurato il cambiamento delle loro opinioni, poi viene loro mostrata la falsità delle prove e vengono misurate ancora le loro opinioni per verificare se le loro credenze tornano al livello precedente. Un risultato usuale è che almeno alcune delle convinzioni iniziali rimangono anche dopo un debriefing completo.
In un esperimento, i partecipanti dovevano distinguere tra lettere di suicidi veri e falsi. Il feedback è stato casuale: ad alcuni è stato detto che avevano distinto bene, mentre ad altri che l’avevano fatto male. Anche dopo che tutto è stato completamente acclarato, i partecipanti sono rimasti influenzati dal feedback. Pensavano di aver svolto quel tipo di compito meglio o peggio, rispetto alla media, a seconda di ciò che era stato loro detto inizialmente.
In un altro studio, i partecipanti hanno letto le valutazioni delle prestazioni lavorative di due vigili del fuoco insieme con le loro risposte a un test di avversione al rischio. Questi dati fittizi sono stati organizzati per mostrare o un'associazione negativa o positiva: ad alcuni partecipanti è stato detto che il vigile del fuoco che era più disposto al rischio aveva fatto meglio, mentre ad altri è stato detto che aveva fatto meno bene rispetto al collega che era avverso al rischio. Anche se questi due casi fossero stati veri, sarebbero stati poveri di prove dal punto di vista scientifico per una conclusione circa i vigili del fuoco in generale. Tuttavia i partecipanti li hanno trovati soggettivamente convincenti. 
Quando è stato rivelato che i casi di studio erano fittizi, la convinzione dei partecipanti sull'esistenza di un nesso è diminuita, ma circa metà dell’effetto originale rimaneva. Le interviste di follow-up hanno stabilito che i partecipanti avevano capito e preso sul serio il debriefing e sembravano fidarsi di quanto esposto ma consideravano le informazioni screditate come irrilevanti per le loro credenze personali.
Il continued influence effect è la tendenza a credere a false informazioni precedentemente apprese anche dopo che sono state corrette. La falsa informazione può anche influenzare deduzioni fatte dopo il verificarsi della correzione.

### Associazione illusoria di eventi disconnessi
La correlazione illusoria è la tendenza a vedere correlazioni inesistenti in un gruppo di dati. Questa tendenza è stata dimostrata per la prima volta in una serie di esperimenti nei tardi anni 1960. In un esperimento i partecipanti hanno letto un set di casi di studio psichiatrici, incluse le risposte al Test di Rorschach. I partecipanti hanno riferito che gli uomini omosessuali del gruppo erano più propensi a segnalare di aver visto, nelle macchie di inchiostro, natiche, ani o figure dall'ambiguo significato sessuale. In realtà i casi di studio fittizi erano stati costruiti in modo che gli uomini omosessuali non fossero più propensi a segnalare questo tipo di immagini o, in una delle versioni dell'esperimento, fossero meno propensi a segnalarlo rispetto agli uomini eterosessuali. In un'indagine, un gruppo di psicoanalisti esperti hanno evidenziato lo stesso tipo di associazioni illusorie con l'omosessualità.
Un altro studio ha registrato i sintomi, in funzione del clima, riferiti da pazienti artritici lungo un periodo di 15 mesi. Quasi tutti i pazienti hanno riferito che i loro sintomi erano correlati con le condizioni climatiche nonostante la correlazione reale fosse pari a zero.
Questo effetto è una specie di interpretazione distorta, nella quale prove oggettivamente neutre o sfavorevoli sono interpretate per confermare le credenze preesistenti. È anche correlato con le distorsioni nel comportamento di verifica delle ipotesi. Nel giudicare se due eventi, come dolori e cattivo tempo, sono correlati, la gente si affida molto al numero di casi "positivo-positivo" (in questo esempio sono le occasioni di dolore e cattivo tempo) e prestano poca attenzione alle altre combinazioni (di non dolore e/o bel tempo).
Ciò è analogo alla dipendenza alle risposte positive nella verifica delle ipotesi. Può anche riflettere il ricordo selettivo, per quelle persone può essere sensato correlare due eventi perché è più facile ricordare le volte in cui successero insieme.

## Conseguenze

### Impatto nell'attività finanziaria
Bias di conferma possono condurre investitori all'essere troppo fiduciosi e a ignorare le prove che le loro strategie genereranno perdite. In studi dei mercati per la predizione del risultato di elezioni politiche (Election Stock Market), gli investitori generarono maggiori profitti se resistenti ai bias. Per esempio, partecipanti che interpretarono la performance di un candidato durante un dibattito in maniera neutrale piuttosto che di parte di norma ebbero più successo nel generare profitti. Per combattere il fenomeno del bias di conferma gli investitori possono adottare un punto di vista contrario "ragionando per assurdo". In una delle tecniche disponibili in questo contesto, un investitore immagina che i propri investimenti sono precipitati di valore e deve quindi chiedersi come questo sia potuto accadere.

### Nella salute fisica e mentale
Raymond Nickerson, psicologo, considera i bias di conferma come la causa delle inefficaci procedure mediche usate nei secoli precedenti l'arrivo della medicina scientifica. Se un paziente recuperava la salute per esempio, le autorità mediche del tempo consideravano il trattamento adottato come efficace, senza considerare spiegazioni alternative quali la possibilità che la malattia avesse seguito un decorso naturale. Bias di assimilazione sono fattori nell'interesse moderno per la medicina alternativa, i proponenti della quale vengono persuasi da prove positive aneddotiche ma al tempo stesso considerano prove scientifiche in maniera ipercritica.
La terapia cognitiva venne sviluppata da Aaron T. Beck negli anni sessanta e nel frattempo è divenuta un metodo molto popolare. Secondo Beck, il processare informazioni in maniera non-imparziale è un fattore nella depressione. Il suo approccio educa le persone a trattare prove in maniera imparziale piuttosto che usarle per rinforzare in maniera selettiva la propria negatività. Anche ansia, fobia e ipocondria sono state dimostrate coinvolgere bias di conferma nei confronti di informazioni riguardanti una qualche forma di minaccia.

### Nel paranormale
Uno dei fattori che contribuiscono al fascino della precognizione è che colui che ascolta i pronostici applica un bias di conferma che modella le asserzioni del chiaroveggente alla vita del soggetto. Facendo un grande numero di asserzioni ambigue in ogni seduta, il chiaroveggente fornisce al cliente molte opportunità per trovare agganci alla propria vita. Questa è una delle tecniche della lettura a freddo con la quale un chiaroveggente può fornire un pronostico soggettivamente impressionante senza avere conoscenze a priori del cliente. L'investigatore James Randi ha confrontato la trascrizione di una seduta di chiaroveggenza con la relazione redatta dal cliente riguardante le dichiarazioni del chiaroveggente nella stessa seduta, dimostrando come il cliente avesse una memoria fortemente selettiva ricordandosi in particolar modo le asserzioni del chiaroveggente che effettivamente lo riguardavano.
Come caso lampante di bias di conferma nel mondo reale, Nickerson menziona la piramidologia numerologica: la pratica del trovare significato nelle proporzioni delle piramidi egizie. È possibile effettuare molte misure lineari, per esempio, della Piramide di Cheope e vi sono molti modi per combinarle e manipolarle. È quindi quasi inevitabile che delle persone che studiano queste cifre in maniera selettiva troveranno delle corrispondenze apparentemente impressionanti, per esempio con le dimensioni della Terra o con quelle di qualsiasi altro ente o soggetto.

### Nella psicologia
Gli psicologi sociali hanno identificato due tendenze nella maniera in cui le persone cercano o interpretano informazioni riguardanti sé stessi. L'auto-verifica (Self-verification) è il desiderio di rinforzare l'immagine di sé stessi, l'auto-accrescimento (Self-enhancement) è il desiderio di cercare giudizi positivi esterni. I bias di conferma vanno a servire ambedue i desideri. In esperimenti, soggetti a cui vengono forniti giudizi che entrano in conflitto con l'immagine che hanno di sé stessi hanno meno probabilità di considerarli o di ricordarli rispetto a quando ottengono osservazioni che consentono invece l'auto-verifica. I soggetti riducono l'impatto di tali informazioni interpretandole come non affidabili. Esperimenti simili hanno trovato una preferenza per giudizi positivi e per le persone che li forniscono, rispetto a giudizi negativi.

### Nella pratica forense
Nel 2013 Kassin, Dror e Kuckucka hanno analizzato l'influenza persuasiva che il bias di conferma può avere in ambito forense non solo rispetto ai testimoni e giurati ma anche sui giudici professionisti, e hanno coniato il termine specifico forensic confirmation bias (cioè la tendenza nel processo alla conferma).
Un classico esempio è evidenziato nella pellicola cinematografica La parola ai giurati, in cui la trama si svolge attorno al tentativo di smascherare questo bias nell'ambito di un processo per omicidio.